# العلاقات التنزانية السورينامية
العلاقات التنزانية السورينامية هي العلاقات الثنائية التي تجمع بين تنزانيا وسورينام.

## مقارنة بين البلدين
هذه مقارنة عامة ومرجعية للدولتين:
| وجه المقارنة                                              | تنزانيا                        | سورينام                        |
| --------------------------------------------------------- | ------------------------------ | ------------------------------ |
| المساحة (كم2)                                             | 947.30 ألف                     | 163.27 ألف                     |
| عدد السكان (نسمة)                                         | 57.31 مليون                    | 563.40 ألف                     |
| الكثافة السكانية (ن./كم²)                                 | 60.5                           | 3.45                           |
| العاصمة                                                   | دودوما                         | باراماريبو                     |
| اللغة الرسمية                                             | اللغة السواحلية، لغة إنجليزية  | اللغة الهولندية                |
| العملة                                                    | شيلينغ تانزاني                 | دولار سورينامي، غيلدر سورينامي |
| الناتج المحلي الإجمالي (بليون دولار)                      | 52.09 مليار                    | 3.32 مليار                     |
| الناتج المحلي الإجمالي (تعادل القوة الشرائية) بليون دولار | 138.73 مليار                   | 9.07 مليار                     |
| الناتج المحلي الإجمالي الاسمي للفرد دولار أمريكي          | 878                            | 9.48 ألف                       |
| الناتج المحلي الإجمالي للفرد دولار أمريكي                 | 2.54 ألف                       | 16.64 ألف                      |
| مؤشر التنمية البشرية                                      | 0.521                          | 0.714                          |
| رمز المكالمات الدولي                                      | +255                           | +597                           |
| رمز الإنترنت                                              | .tz                            | .sr                            |
| المنطقة الزمنية                                           | ت ع م+03:00، توقيت شرق أفريقيا | 00                             |

## منظمات دولية مشتركة
يشترك البلدان في عضوية مجموعة من المنظمات الدولية، منها:
| علم المنظمة | اسم المنظمة                                 | تاريخ انضمام تنزانيا | تاريخ انضمام سورينام |
| ----------- | ------------------------------------------- | -------------------- | -------------------- |
|             | يونسكو                                      | 6 مارس 1962          | 16 يوليو 1976        |
|             | وكالة ضمان الاستثمار متعدد الأطراف          | 19 يونيو 1992        | 2 يوليو 2003         |
|             | الأمم المتحدة                               | 14 ديسمبر 1961       | 4 ديسمبر 1975        |
|             | مجموعة دول أفريقيا والكاريبي والمحيط الهادئ | ?                    | ?                    |
|             | الاتحاد البريدي العالمي                     | ?                    | ?                    |
|             | البنك الدولي للإنشاء والتعمير               | 10 سبتمبر 1962       | 27 يونيو 1978        |
|             | الاتحاد الدولي للاتصالات                    | 31 أكتوبر 1962       | 15 يوليو 1976        |
|             | منظمة حظر الأسلحة الكيميائية                | ?                    | ?                    |
|             | مؤسسة التمويل الدولية                       | 10 سبتمبر 1962       | 1 سبتمبر 2011        |
|             | منظمة التجارة العالمية                      | 1995                 | ?                    |
|             | منظمة الشرطة الجنائية الدولية               | ?                    | ?                    |

## وصلات خارجية
- موقع وزارة الخارجية التنزانية
- موقع وزارة الخارجية السورينامية